# Valeria Bufanu
Valeria Bufanu-Ștefănescu  (născută Bufanu; n. 7 octombrie 1946, Bacău, România) este o fostă atletă română, laureată cu argint la Jocurile Olimpice de vară din 1972 de la München.

## Carieră
S-a apucat de atletism la Bacău sub îndrumarea lui Ion Butnaru. În 1960 câștigă primul titlu de campioană națională la junioare. A devenit multiplă campioană națională în probele de 80 m garduri, 100 m garduri, 100 m, 400 m garduri și pentatlon.
Legitimată la Metalul București și ulterior la Rapid București, a participat de trei ori la Jocurile Olimpice, cucerind medalia de argint la proba de 100 m garduri la ediția din 1972. A obținut și argintul la Campionatul European de sală din 1973 de la Rotterdam.
În plus sportiva a câștigat medalia de bronz la Universiada din 1970, tot la 100 m garduri, și bronzul la Campionatul European de sală din 1974 de la Göteborg la proba de săritură în lungime.
În anul 1986 s-a stabilit în Germania. În 2004 i-a fost conferit Ordinul Meritul Sportiv clasa a II-a.

## Realizări
| An   | Competiție                   | Locație                 | Loc | Eveniment           | Note    |
| ---- | ---------------------------- | ----------------------- | --- | ------------------- | ------- |
| 1968 | Jocurile Europene în sală    | Madrid, Spania          | 5   | 50 m garduri        | 7,19 s  |
| 1968 | Jocurile Olimpice            | Ciudad de México, Mexic | 14  | 80 m garduri        | 11,08 s |
| 1970 | Campionatul European în sală | Viena, Austria          | 5   | 50 m garduri        | 8,9 s   |
| 1970 | Universiada                  | Torino, Italia          | 3   | 100 m garduri       | 13,5 s  |
| 1971 | Campionatul European în sală | Sofia, Bulgaria         | 6   | 60 m garduri        | 8,9 s   |
| 1971 | Campionatul European         | Helsinki, Finlanda      | 7   | 100 m garduri       | 13,47 s |
| 1972 | Campionatul European în sală | Grenoble, Franța        | 12  | 50 m garduri        | –       |
| 1972 | Jocurile Olimpice            | München, Germania       | 2   | 100 m garduri       | 12,84 s |
| 1972 | Jocurile Olimpice            | München, Germania       | FR  | săritură în lungime | –       |
| 1973 | Campionatul European în sală | Rotterdam, Olanda       | 2   | 60 m garduri        | 8,16 s  |
| 1973 | Campionatul European în sală | Rotterdam, Olanda       | 16  | 60 m                | 7,61 s  |
| 1974 | Campionatul European în sală | Göteborg, Suedia        | 9   | 60 m garduri        | 8,28 s  |
| 1974 | Campionatul European în sală | Göteborg, Suedia        | 3   | săritură în lungime | 6,39 m  |
| 1974 | Campionatul European         | Roma, Italia            | 4   | 100 m garduri       | 13,04 s |
| 1974 | Campionatul European         | Roma, Italia            | 12  | săritură în lungime | 6,25 m  |
| 1976 | Jocurile Olimpice            | Montreal, Canada        | 7   | 100 m garduri       | 13,35 s |

## Recorduri personale
| Probă                       | Performanță | Dată              | Locație          |
| --------------------------- | ----------- | ----------------- | ---------------- |
| 80 m garduri                | 10,92 s     | 17 octombrie 1968 | Ciudad de México |
| 100 m garduri               | 12,84 s     | 7 septembrie 1972 | München          |
| Săritură în lungime         | 6,49 m      | 2 septembrie 1974 | Roma             |
| 50 m garduri în sală        | 7,19 s      | 9 martie 1968     | Madrid           |
| 60 m garduri în sală        | 8,16 s      | 10 martie 1973    | Rotterdam        |
| Săritură în lungime în sală | 6,39 m      | 9 martie 1974     | Göteborg         |

## Legături externe
- Valeria Bufanu la Comitetul Olimpic și Sportiv Român (arhivat)
- en Valeria Bufanu la World Athletics
- en Valeria Bufanu la Olympedia.org